# До виђења и хвала на свим рибама
До виђења и хвала на свим рибама (енгл. So Long, and Thanks for All the Fish) је четврта књига научнофантастично-хумористичке „трилогије од пет књига” Аутостоперски водич кроз галаксију аутора Дагласа Адамса. Наслов књиге је порука коју су оставили делфини када су напустили планету Земљу непосредно пре него што је она уништена како би се направило места за хиперсвемирску обилазницу, као што је описано у Аутостоперском водичу кроз галаксију. Истоимена песма је коришћена у филму Аутостоперски водич кроз галаксију из 2005. године.

## Радња
Док стопира кроз галаксију, Артур Дент је остављен на једној планети током олује. Чини се да се налази у Енглеској на Земљи, иако је он лично видео да су планету уништили Вогони. Иако га нема већ неколико година, на Земљи је прошло само неколико месеци. Он стопира и покупе га човек по имену Расел и његова сестра Фенчерч. Расел објашњава да је његова сестра, који седи у дрогираном стању на задњем седишту аутомобила, у стању заблуде још од масовне хистерије широм света, када су сви халуцинирали „велике жуте свемирске бродове” (бродове Вогона који су уништили Земљу). Артур постаје радознао у вези са Фенчерч, али бива остављен пре него што може да постави још питања. Унутар свог необјашњиво неоштећеног дома, Артур проналази акваријум упакован као поклон на којем је исписано „До виђења и хвала на свим рибама”, у који ставља своју вавилонску рибицу. Артур мисли да је Фенчерч некако повезана са њим и са уништењем Земље. Он још увек има способност да лети кад год пусти да му мисли одлутају.
Артур доводи свој живот у ред, а затим покушава да сазна више о Фенчерч. Случајно је налази како стопира и покупи је. Он добија њен број телефона, али га убрзо након тога губи. Њен дом открива случајно тогом потраге за пећином у којој је живео на праисторијској Земљи; Фенчерчин стан је изграђен на истом месту. Артур и Фенчерч проналазе више околности које их повезују. Фенчерч открива да је, неколико тренутака пре својих „халуцинација”, схватила начин на који би се свет могао претворити у добро и срећно место, али је потом изгубила свест. Од тада није успела да се сети суштине своје идеје. На крају откривши да Фенчерчина стопала не додирују тло, Артур је учи како да лети. Они воде љубав на небу изнад Лондона.
У разговору са Артуром, Фенчерч сазнаје за његове аутостоперске авантуре широм галаксије, а Артур сазнаје да су сви делфини нестали убрзо након глобалних халуцинација. Артур и Фенчерч путују у Калифорнију да упознају Џона Вотсона, загонетног научника који тврди да зна зашто су делфини нестали. Вотсон је одбацио своје првобитно име како би се назвао „Вонко Нормални”, јер верује да је остатак светске популације полудео. Вотсон им показује другу посуду на којој је исписано „До виђења и хвала на свим рибама” и подстиче их да је послушају. Чују звучно објашњење које наводи да су делфини, свесни предстојећег уништења планете, напустили Земљу и отишли у другу димензију. Пре одласка, извукли су Земљу из паралелног универзума и поставили је у овај, а на њу су пренели све и свакога из оног који ће бити уништен. Након састанка, Фенчерч каже Артуру да, док је он нешто изгубио и касније пронашао, она је нешто пронашла и касније изгубила. Она жели да заједно путују у свемир и да стигну до места где је написана последња Божја порука свему ономе што је створио.
Форд Префект открива да је унос у Аутостоперском водичу кроз галаксију за Земљу ажуриран тако да укључује томове текста које је он првобитно написао, уместо претходног скраћеног уноса, „Углавном безопасни”. Радознао, Форд стопира преко галаксије да би стигао до Земље. На крају користи брод џиновског робота да слети у центар Лондона, изазивајући панику. У хаосу, Форд се налази са Артуром и њих двојица, уз Фенчерч, преузимају роботов брод. Артур води Фенчерч на планету где је написана последња Божја порука свему ономе што је створио, где откривају Марвина. Због претходних догађаја, Марвин је сада отприлике 37 пута старији од универзума и једва да је функционалан. Уз Артурову и Фенчерчину помоћ, Марвин чита поруку („Извињавамо се због сметњи”), те изговара своје последње речи „Мислим... да ми се допада” и умире срећан.

## Стил и теме
Овај роман има сасвим другачији тон од претходних књига из серијала. Ово је љубавни роман, а такође се креће у времену несталније од својих претходника. Смештен је углавном на Земљи; Артур се враћа у свемир тек у последњим поглављима. Различити тон такође одражава ужурбану природу писања; Адамсов уредник Сони Мехта преселио се код њега како би осигурао да књига испуни рок, који је више пута продужен. Као резултат тога, Адамс је касније изјавио да није у потпуности задовољан овом књигом, која укључује неколико потресних ауторских упада, које је његов биограф Нил Гејман описао као „покровитељске и неправедне”.
Књига такође одражава значајну промену у Адамсовом погледу на рачунаре. У претходним књигама, компјутери су били приказани прилично негативно, одражавајући Адамсове ставове о тој теми у то време. Међутим, између писања овог и претходног романа, његов став према технологији се значајно променио. Пошто је одведен на сајам компјутера, заљубио се у први модел Macintosh-а; ово је био почетак љубавне везе са овим брендом (тврдио је да је купио два од прва три Macintosh-а у Британији, док је трећи купио његов пријатељ Стивен Фрај). У овом роману, Артур Дент купује Apple рачунар ради мапирања звезда како би тачно одредио локацију пећине у којој је живео на праисторијској Земљи, и иако се Адамс руга Артуровој методологији (напомињући да он заиста нема појма како да уради такав задатак), сам рачунар није омаловажен и даје тачан резултат упркос Артуровом насумичном приступу. У каснијем есеју, Адамс је приметио да су га неки људи оптужили да је „издајник” због ове промене у ставовима.

## Пријем
Године 1993. Library Journal је изјавио да је овај роман „испуњен луцкастим хумором и логиком переца која Адамсово писање чини тако дивним”. Бетси Шорб, рецензирајући за School Library Journal, написала је да је „хумор још увек необичан, али нежнији од осталих књига. Радња је директнија и нешто мање бизарна у односу на своје претходнике”. Дејв Лангфорд је у рецензији за часопис White Dwarf изјавио да је „претерана потреба за наставцима исцрпела Адамса његове брзе инвентивности која га је учинила славним. Нема сумње да ће се сложити са мном на свом путу до банке”.